# بهرست عليا
بهرست عليا (بالفارسية: پهرست علیا) (بالإنجليزية: Pehrest-e Olya)‏، قرية في ناحية بيرم (بالفارسية: بخش بيرم)، قسم بلاده الريفي، مقاطعة لارستان، محافظة فارس، إيران. يبلغ عدد سكانها حسب إحصاء عام 2006 ميلادية 163 نسمة في 30 عائلة.